# 클레메르송 지 아라우주 소아리스
클레메르송 지 아라우주 소아리스(포르투갈어: Clemerson de Araújo Soares, 1977년 8월 8일 ~ )는 브라질의 전직 축구 선수이다. 선수 시절 포지션은 공격수였다.